# John Polkinghorne
John Charlton Polkinghorne (Weston-super-Mare, 16 ottobre 1930 – Cambridge, 9 marzo 2021) è stato un filosofo, teologo e fisico britannico.
Insignito dell'Ordine dell'Impero Britannico (KBE), nominato Fellow della Royal Society (FRS), Polkinghorne era specializzato in fisica teorica e teologia. È stato scrittore di fama e pastore anglicano.  È stato professore di fisica matematica alla University of Cambridge dal 1968 al 1979, poi dimessosi dalla cattedra per studiare ed essere ordinato pastore anglicano nel 1982. È stato presidente del Queens' College (Cambridge) dal 1988 al 1996; nel 2002 gli è stato assegnato il Premio Templeton (del valore di un milione di sterline) per contributi eccezionali nell'affermare la dimensione spirituale della vita.

## Biografia
Polkinghorne ha affermato in un'intervista di credere che il suo passaggio dalla scienza alla religione gli abbia dato una visione binoculare, anche se capisce di aver suscitato quel tipo di sospetto "che potrebbe generare la pretesa di essere un macellaio vegetariano." Descrive la sua posizione come realismo critico e ritiene che scienza e religione considerino aspetti di una stessa realtà. È un fatto consistente del suo lavoro che quando "si è girato il colletto" non ha però smesso di cercare la verità Egli ritiene che il filosofo della scienza che ha trovato il maggior equilibrio tra gli aspetti "critici" e di "realismo" in questo campo, è Michael Polanyi. Polkinghorne sostiene che ci sono cinque punti di confronto tra i modi in cui la scienza e la teologia perseguono la verità: momenti di forzata revisione radicale, un periodo di confusione irrisolta, una sintesi nuova e una comprensione, la lotta continua con problemi irrisolti, implicazioni più profonde.
Poiché gli esperimenti scientifici cercano di eliminare le influenze estranee, Polkinghorne crede che essi siano atipici di ciò che accade in natura. Suggerisce che le spiegazioni meccanicistiche del mondo che sono state proposte, a partire da Laplace fino a Richard Dawkins, dovrebbero essere sostituite da una convinzione che la maggior parte della natura è come una nuvola piuttosto che come un orologio. Polkinghorne considera la mente, l'anima e il corpo come aspetti diversi della stessa realtà basilare – il "monismo dal duplice aspetto" – e scrive che "vi è una sola cosa nel mondo (non due, il materiale e il mentale), ma questa può verificarsi in due stati contrastanti (fasi materiali e fasi mentali, potrebbe dire un fisico) che spiegano la nostra percezione della differenza tra mente e materia" Ritiene che la causalità fisica standard non può descrivere adeguatamente i molteplici modi in cui le cose e le persone interagiscono, e usa la frase "informazione attiva", per descrivere come, quando diversi risultati sono possibili, ci possono essere più elevati livelli di causalità che scelgono quale si verifichi.
A volte gli sembra che il Cristianesimo sia troppo bello per essere vero, ma quando gli sorge questo tipo di dubbio, Polkinghorne si dice, "Va bene, allora negalo” e afferma di non poterlo mai fare.

### Sull'esistenza di Dio
Polkinghorne ritiene che "la questione dell'esistenza di Dio sia la domanda più importante che dobbiamo affrontare circa la natura della realtà" e cita con approvazione Anthony Kenny: "Dopotutto, se non c'è Dio, allora Dio è indubbiamente la più grande singola creazione dell'immaginazione umana." Affronta le questioni "La nozione di Dio ha senso? Se sì, abbiamo ragione di crederci?" Polkinghorne è "cauto in merito alle nostre facoltà di valutare la coerenza", sottolineando che nel 1900, un "competente laureando avrebbe potuto dimostrare l'incoerenza" delle idee quantistiche. Indica che "l'analogia più vicina [a Dio] nel mondo fisico sarebbe ... il Quantum Vacuum."
Polkinghorne suggerisce che Dio è la risposta definitiva alla grande domanda di Leibniz "perché c'è qualcosa piuttosto che niente?" La "semplice affermazione dell'esistenza del mondo" dell'ateo è una "visione gravemente impoverita della realtà", dice, sostenendo che "il teismo spiega molto di più di quanto non spieghi un ateismo riduzionista." Dubita molto dell'argomento ontologico di Sant'Anselmo. Facendo riferimento alla teoria dell'incompletezza di Gödel, ha detto: "Se non riusciamo dimostrare la coerenza dell'aritmetica, mi sembra un po' troppo sperare che l'esistenza di Dio sia più facile da affrontare", concludendo che Dio è "ontologicamente necessario, ma non logicamente necessario." Polkinghorne "non asserisce che l'esistenza di Dio possa essere dimostrata in modo logicamente coercitivo (non più di quanto la sua non-esistenza lo possa), ma che il teismo fa più senso del mondo e dell'esperienza umana, di quanto non faccia l'ateismo". Egli cita in particolare:
- L'intelligibilità dell'universo: Si potrebbe prevedere che la selezione evolutiva produca menti ominidi idonee a far fronte all'esperienza quotidiana, ma che queste menti dovrebbero essere anche in grado di comprendere il mondo subatomico e la relatività generale va ben oltre qualsiasi cosa che riguardi la sopravvivenza del più adattato. Il mistero si infittisce quando si riconosce la utilità comprovata della bellezza matematica come guida alla scelta di una teoria giusta.[12]
- L'antropica messa a punto dell'universo: Polkinghorne cita con approvazione Freeman Dyson, che ha detto "più esamino l'universo ed i dettagli della sua architettura, e più trovo evidenza che l'universo in un certo senso deve aver saputo che stavamo arrivando"[13] e dice che c'è un ampio consenso tra i fisici che o c'è un numero molto elevato di altri universi nel Multiverso o che "c'è un solo universo che è quello che è, nella sua fecondità antropica, perché è l'espressione del disegno intenzionale di un Creatore, che l'ha dotata della potenzialità di essere finemente sintonizzato alla vita.[14]
- Una realtà umana più ampia: Polkinghorne ritiene che il teismo offra un resoconto più convincente delle percezioni etiche ed estetiche. Sostiene che è difficile accettare l'idea che "abbiamo una reale conoscenza morale" e che dichiarazioni come 'torturare i bambini è sbagliato' siano nient'altro che "semplici convenzioni sociali delle società entro le quali sono enunciate" con una visione atea o naturalistica del mondo. Ritiene inoltre che una tale visione del mondo stenti a spiegare come "si intraveda qualcosa di perennemente significante nella bellezza del mondo naturale e nella bellezza dei frutti della creatività umana."[15]

### Sul libero arbitrio
Polkinghorne ritiene il problema del male come l'obiezione intellettuale più seria all'esistenza di Dio. Ritiene che "la ben nota difesa del libero arbitrio in relazione al male morale, affermi che un mondo con la possibilità di persone peccatrici sia meglio di uno con automi perfettamente programmati. La storia del male umano è tale che non si può fare questa affermazione senza un brivido, ma credo che però sia vero. Ho aggiunto ad essa il libero processo di difesa, che un mondo libero di farsi è meglio di un teatro di marionette con un Tiranno Cosmico. Penso che queste due difese siano lati opposti della stessa medaglia, che la nostra natura è inestricabilmente legata a quella del mondo fisico, che ci ha generato".

### Sul creazionismo
In seguito alle dimissioni di Michael Reiss, direttore della formazione presso la Royal Society, che aveva polemicamente sostenuto che gli alunni delle scuole che credono nel creazionismo dovrebbero essere utilizzati dagli insegnanti di materie scientifiche per avviare le discussioni, piuttosto che respingerli tout court— Polkinghorne ha sostenuto su The Times che vi è una distinzione tra il credere nella mente e scopo di un creatore divino, e ciò che egli chiama creazionismo "in quel curioso senso nordamericano", con una interpretazione letterale della "Genesi 1" e la convinzione che l'evoluzione sia sbagliata, posizione che rifiuta.

### Ricezione critica
Nancy Frankenberry, Professore di Religione a Dartmouth College, ha descritto Polkinghorne come il "miglior teologo/scienziato britannico del nostro tempo", citando il suo lavoro sulla possibile relazione tra teoria del caos e teologia naturale. Owen Gingerich, astronomo ed ex professore di Harvard, lo ha chiamato una voce importante sul rapporto tra scienza e religione.
Il filosofo inglese Simon Blackburn ha criticato Polkinghorne per l'utilizzo di ragionamenti primitivi e accorgimenti retorici, invece di impegnarsi in filosofia. Quando Polkinghorne sostiene che le regolazioni minime di costanti cosmologiche di vita puntino verso una spiegazione al di là dell'ambito scientifico, Blackburn sostiene che ciò si basa su una naturale preferenza per la spiegazione in termini di agenzia. Blackburn scrive di aver letto i libri di Polkinghorne "disperandosi per la capacità dell'umanità di auto-ingannarsi". Contro questa opinione, Freeman Dyson ha chiamato gli argomenti di Polkinghorne in teologia e scienza naturale "lucidi e logicamente coerenti". Il romanziere Simon Ings, scrivendo su New Scientist, ha detto che l'argomento di Polkinghorne per la proposizione che Dio sia reale, è convincente e la sua testimonianza elegante.
Richard Dawkins, ex professore dell'University of Oxford, scrive che gli stessi tre nomi di scienziati britannici che sono anche sinceramente religiosi saltano fuori con la "simpatica familiarità di soci anziani di uno studio di avvocati dickensiani": Arthur Peacocke, Russell Stannard, e John Polkinghorne, i quali hanno entrambi vinto il Premio Templeton o sono nel suo consiglio di amministrazione. Dawkins scrive che non è tanto sconcertato dalla loro fede in un legislatore cosmico, ma dalle loro credenze nelle minuzie del cristianesimo, come la risurrezione e il perdono dei peccati, e che tali scienziati, in Gran Bretagna e negli Stati Uniti, sono oggetto di meravigliata perplessità tra i loro pari. Polkinghorne ha risposto che "non c'è speranza a discutere con Dawkins, perché non permette opposizione e non concede spazio alla ribattuta. Non ti dà un centimetro. Dice solo no quando tu dici sì". e scrive in Questions of Truth che spera Dawkins diventi un po' meno sconcertato dopo la lettura di questo suo libro.
Il filosofo A. C. Grayling ha criticato la Royal Society per aver permesso di usare i suoi locali in connessione con il lancio di Questions of Truth, descrivendolo come uno scandalo, e sostenendo che Polkinghorne ha sfruttato la sua fellowship lì per pubblicizzare un "debole pamphlet casuistico e tendenzioso". Dopo aver implicato che l'editore del libro, Westminster John Knox, è un'editoria a pagamento, Grayling ha continuato scrivendo che Polkinghorne e altri erano ansiosi di vedere estesa a prospettive religiose la credibilità accordata alla ricerca scientifica – prospettive che Grayling ha etichettato come "le elucubrazioni superstiziose di caprai analfabeti che vissero diverse migliaia di anni fa".

## Premi e onorificenze

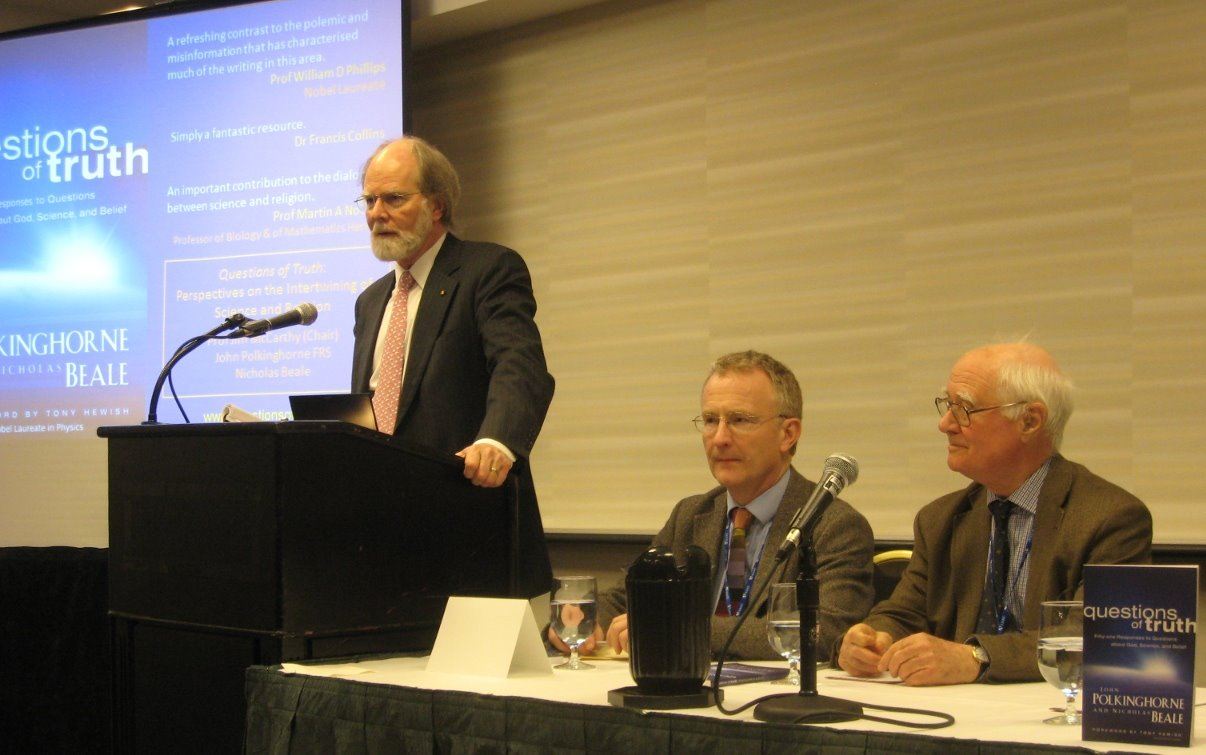
John Polkinghorne alla Conferenza Annuale della AAAS nel 2009
(primo da destra)

- Cavaliere Commendatore (Knight Commander, "KBE") dell'Ordine dell'Impero Britannico – ma essendo un pastore ordinato nella Chiesa anglicana, non sarebbe tecnicamente corretto chiamarlo "Sir John Polkinghorne".[27]
- Fellow onorario di St Chad's College, (Durham), con un Dottorato di Ricerca honoris causa dalla Università di Durham nel 1998
- Premio Templeton nel 2002 per i suoi contributi alla ricerca sui nessi tra scienza e religione.[28]
- Membro della British Medical Association, Comitato di Etica in Medicina; membro del General Synod of the Church of England,[29] Commissione Dottrinale e Commissione di Genetica Umana.
- Presidente del Consiglio d'Amministrazione della Perse School dal 1972 al 1981.
- Fellow del Queens' College, Cambridge
- Canonico della Cattedrale di Liverpool.
- Socio fondatore della Society of Ordained Scientists e della International Society for Science and Religion, della quale è stato il primo Presidente.[30]
- Eletto lettore delle prestigiose "Gifford Lectures" nel 1993–1994, successivamente raccolte nel suo libro The Faith of a Physicist.
- Nel 2006 ha ricevuto un dottorato onorario dalla università battista Hong Kong Baptist University quale parte delle loro celebrazioni cinquantennali.[31]
- Membro ricercatore del gruppo Psychology and Religion Research Group alla Cambridge University.[32]

## Opere
Polkinghorne ha scritto 34 libri, tradotti in 18 lingue; 26 trattano di scienza e religione, spesso per il grande pubblico.
Scienza e religione
- The Polkinghorne Reader Archiviato il 7 febbraio 2017 in Internet Archive. : Science, Faith, and the Search for Meaning (curato da Thomas Jay Oord) (SPCK and Templeton Foundation Press, 2010) ISBN 1-59947-315-1 and ISBN 978-0-281-06053-5
- The Way the World is : The Christian Perspective of a Scientist (1984 – riveduto 1992) ISBN 0-281-04597-6
- One World (SPCK/Princeton University Press  1987; Templeton Foundation Press, 2007) ISBN 978-1-59947-111-2
- Science and Creation (SPCK/New Science Library, 1989; Templeton Foundation Press, 2006) ISBN 978-1-59947-100-6
- Science and Providence (SPCK/New Science Library, 1989; Templeton Foundation Press, 2006) ISBN 978-1-932031-92-8
- Reason and Reality: Relationship Between Science and Theology  (SPCK/Trinity Press International 1991) ISBN 978-0-281-04487-0
- Quarks, Chaos and Christianity (1994; II ed. SPCK/Crossroad 2005) ISBN 0-281-04779-0
  - Quark caos e cristianesimo (Claudiana 1997) ISBN 9788870162615 (IT)
- The Faith of a Physicist – pubbl. in GB come Science and Christian Belief (1994)  ISBN 0-691-03620-9
- Serious Talk: Science and Religion in Dialogue (Trinity Press International/SCM Press, 1996) ISBN 978-1-56338-109-6
- Scientists as Theologians (1996) ISBN 0-281-04945-9
- Beyond Science: The wider human context (CUP 1996) ISBN 978-0-521-57212-5
- Searching for Truth (Bible Reading Fellowship/Crossroad, 1996)
- Belief in God in an Age of Science (Yale University Press, 1998) ISBN 0-300-08003-4
  - Credere in Dio nell'età della scienza (Cortina Raffaello 2000) ISBN 9788870786156 (IT)
- Science and Theology (SPCK/Fortress 1998) ISBN 0-8006-3153-6
- The End of the World and the Ends of God (Trinity Press International, 2000) con Michael Welker
- Traffic in Truth: Exchanges Between Sciences and Theology (Canterbury Press/Fortress, 2000) ISBN 978-0-8006-3579-4
- Faith, Science and Understanding (2000) SPCK/Yale University Press ISBN 0-300-08372-6
- The Work of Love: Creation as Kenosis curatore, con contributi di Ian Barbour, Sarah Coakley, George Ellis, Jürgen Moltmann and Keith Ward et al. (SPCK/Eerdmans 2001) ISBN 0-281-05372-3 / ISBN 0-8028-4885-0
- The God of Hope and the End of the World (Yale University Press, 2002) ISBN 0-300-09211-3
- The Archbishop's School of Christianity and Science (York Courses, 2003)
- Living with Hope (SPCK/Westminster John Knox Press, 2003)
- Science and the Trinity: The Christian Encounter With Reality (2004) ISBN 0-300-10445-6 (un facile riassunto del suo pensiero)
- Exploring Reality: The Intertwining of Science & Religion (SPCK 2005) ISBN 0-300-11014-6
- Quantum Physics & Theology: An Unexpected Kinship (SPCK 2007) ISBN 978-0-281-05767-2
- From Physicist to Priest, an Autobiography SPCK 2007 ISBN 978-0-281-05915-7
- Theology in the Context of Science SPCK 2008 ISBN 978-0-281-05916-4
- Questions of Truth: Fiftyone Responses to Questions about God, Science and Belief, con Nicholas Beale; prefazione del Nobel Antony Hewish (Westminster John Knox 2009) ISBN 978-0-664-23351-8[33]
- Reason and Reality: The Relationship Between Science and Theology (2011) SPCK ISBN 978-0281064007
- Science and Religion in Quest of Truth (2011) SPCK ISBN 978-0281064120

Scienza
- The Analytic S-Matrix (CUP 1966, insieme a RJ Eden, PV Landshoff e DI Olive)
- The Particle Play (W.H. Freeman, 1979)
- Models of High Energy Processes (CUP 1980)
- The Quantum World (Longmans/Princeton University Press, 1985; Penguin 1986; Templeton Foundation Press 2007) ISBN 978-0-691-02388-5
  -  Il mondo dei quanti, traduzione di Giuseppe Barile, Milano, Garzanti, 1986, SBN CFI0027019.
- Rochester Roundabout: The Story of High Energy Physics (New York, Longman, 1989) ISBN 978-0-582-05011-2
- Quantum Theory: A Very Short Introduction (2002) OUP ISBN 0-19-280252-6
  - Teoria dei quanti (Codice 2007) ISBN 9788875780838 (IT)
- Meaning in Mathematics (2011) OUP (curatore, con contributi di Timothy Gowers, Roger Pensrose, Marcus du Sautoy e altri) ISBN 978-0199605057

Capitoli
- On Space and Time (CUP 2008) con Andrew Taylor, Shahn Majid, Roger Penrose, Alain Connes and Michael Heller ISBN 978-0-521-88926-1
- Spiritual Information: 100 Perspectives on Science and Religion (Templeton Foundation Press, 2005) cur. Charles Harper ISBN 1-932031-73-1
- Creation, Law and Probability (Fortress Press 2008) cur. Fraser Watts) con Peter Harrison, George Ellis, Philip Clayton, Michael Ruse, Nancey Murphy, John Bowker & altri ISBN 978-0-8006-6278-3